# Telefono di Reis
Il Telefono di Reis fu un'invenzione a nome di Johann Philipp Reis che creava la funzione odierna di telefono. Il primo esperimento riuscito del dispositivo risale all'ottobre del 1861.

## Storia
Nel 1861, Johann Philipp Reis ebbe successo nel creare un dispositivo che catturava i suoni, convertendoli in impulsi elettrici che attraverso un filo elettrico venivano trasmessi a un altro dispositivo che li riproduceva elettroacusticamente. Reis chiamò il dispositivo telephon.
Nel 1862, Reis mostrò il suo telelfono a Wilhelm von Legat, ispettore del Royal Prussian Telegraph Corps che lo registrò (Legat, 1862), la traduzione permise a Thomas Edison nel 1875 di sviluppare il microfono a carbone. Il brevetto con relativi disegni permisero a Edison di sviluppare la sua invenzione e considerò Reis l'inventore del telefono primo in assoluto:
 Reis trasmise la frase in tedesco "Das Pferd frisst keinen Gurkensalat" (Il cavallo non mangia l'insalata di cetrioli). La frase è difficile da comprendere nel parlato e venne usata apposta da Reis, per dimostrare la fedeltà del dispositivo.

## Microfono
Reis considerò la sua invenzione che catturava i suoni come 'stazione cantante'. Il microfono di Reis era fatto con una membrana di pergamena come trasduttore. La scatola che conteneva la membrana aveva un corno acustico per parlarvi. Il suono faceva vibrare la membrana. Sopra essa vi erano due strisce di ottone, successivamente con contatti di platino, originariamente con un singolo contatto e il contatto più basso creava una goccia di mercurio sulla parte finale di una vite. Una striscia era incollata al centro del diaframma; un'altra striscia, solitamente due a V, era montata sopra di essa. Solo il peso delle strisce dava una leggera pressione tra i contatti.
L'onda acustica faceva vibrare la membrana. Questo cambiava la resistenza elettrica tra i contatti, dando un segnale elettrico.

### Disputa sui brevetti
Alcune domande sul reale funzionamento del dispositivo non fecero accettare lo stesso come funzionante dalla comunità, in quanto si riteneva che un circuito elettrico chiuso (on/off), come descritto dallo stesso Reis, non potesse riprodurre i suoni. Al tempo non poteva essere pensato un sistema 'make and break' funzionante nella riproduzione sonora. Reis dimostrò la trasmissione del parlato nel 1861, e venne pubblicizzata nel 1863, con Bell che brevettò il proprio telefono rivendicando il fatto che il dispostitivo di Reis non poteva riprodurre suoni fedelmente.

## Altoparlante
L'altoparlante di Reis lavorava per magnetostrizione. L'immagine sotto mostra una variante già avanzata.
Nel 1865, lo scienziato britannico David E. Hughes usò il telefono di Reis con "good results".